# حمد العبدان
حمد عبدان العبدان (مواليد 26 مايو 2000)، لاعب وسط كرة قدم سعودي.

## مسيرة اللاعب
مثل نادي الهلال في الفئات السنية وتم ضمه لقائمة الفريق الأول في دوري أبطال آسيا 2020. و استمر مع الفريق الأول في صيف 2021 أعير إلى نادي الخليج